# 韓鼎晉
韓鼎晉（1760年—1831年），字樹屏，四川長壽縣人。清朝政治人物。

## 生平
乾隆六十年（1795年）乙卯恩科三甲進士。選庶吉士，散館授翰林院檢討。嘉慶九年（1805年），改監察御史，上疏痛斥天主教流傳之害，請申禁絕，詔準。因母老請求回鄉終養。嘉慶十六年（1811年），守喪結束，補原官。後轉工科給事中、光祿寺少卿，督陝甘學政。歷官鴻臚寺卿、通政司副使、太常寺卿、左副都御史。
嘉慶二十四年（1819年），奉命查看近畿水災，監督黃村賑務。同年出督福建學政。道光六年（1826年），遷倉場侍郎，因病罷職。又補工部左侍郎，原品休致。卒於家中。入祀鄉賢祠。《清史稿》有傳。

## 延伸阅读
[在维基数据编辑]
 《清史稿·卷354》，出自趙爾巽《清史稿》

## 外部連結
- 清风亮节韩鼎晋 長壽區人民政府

| 官衔        | 官衔                                                      | 官衔          |
| ----------- | --------------------------------------------------------- | ------------- |
| 前任： 吳椿 | 提督福建學政 嘉慶二十四年九月初五甲子（1819年10月23日）任 | 繼任： 沈維鐈 |